# Sergej Petrenko
Sergej Anatol'evič Petrenko (in russo Сергей Анатольевич Петренко?; Mosca, 7 luglio 1955) è un allenatore di calcio ed ex calciatore sovietico dal 1991 russo, di ruolo centrocampista.

## Carriera

### Club
Durante la sua carriera, durata dal 1972 al 1985, ha militato esclusivamente nella Torpedo Mosca.

### Allenatore
Una volta ritiratosi da giocatore, nel 2002 è tornato da allenatore alla Torpedo Mosca.

## Palmarès
- Campionato sovietico: 1

Torpedo Mosca: 1976 (autunno)